# Катериновка (Апостоловский район)
Катериновка (укр. Катеринівка) — село,
Михайловский сельский совет,
Апостоловский район,
Днепропетровская область,
Украина.
Код КОАТУУ — 1220386602. Население по переписи 2001 года составляло 242 человека.

## Географическое положение
Село Катериновка находится на левом берегу реки Каменка,
ниже по течению на расстоянии в 7 км расположено село Михайловка.